# Fire-Baptized Holiness Church
Fire-Baptized Holiness Church (FBHC) var ett trossamfund inom den amerikanska helgelserörelsen, bildat 1898 i Anderson, South Carolina genom samgående mellan Iowa Fire-Baptized Holiness Association, Christian Union i Tennessee och andra regionala organisationer som slöt upp bakom Benjamin H. Irwins radikala förkunnelse om dopet i Helig Ande och eld som en tredje välsignelse i en kristens liv.
Irwin utsågs till kyrkans ledare (General Overseer) men bekände år 1900 att han syndat grovt och avsade sig ämbetet. Det blev ett svårt slag för kyrkan som förlorade många medlemmar. Joseph Hillery King utsågs till Irwins efterträdare.
Nästa smäll kom 1908 när Kings nära medarbetare William E Fuller och många andra afroamerikaner lämnade FBHC och bildade Colored Fire Baptized Holiness Church.
Återstoden av FBHC gick 1911 upp i Pentecostal Holiness Church (PHC). 1918 lämnade dock en del tidigare FBHC-medlemmar PHC, som man menat fjärmat sig från kyrkans och Irwins ursprungliga krav på en pietistiskt färgad livsstil, och bildade Pentecostal Fire-Baptized Holiness Church (PFBHC).